# Саньянг, Сайни
Сайни Саньянг (англ. Sainey Sanyang; род. 18 апреля 2003) — гамбийский футболист, защитник софийского ЦСКА.

## Клубная карьера
Саньянг — воспитанник клуба «Хокс». В 2023 году Сайни подписал контракт с софийским ЦСКА. 16 июля в матче против «Хебыра» он дебютировал в чемпионате Болгарии.

## Международная карьера
В 2023 году в составе молодёжной сборной Гамбии Саньянг принял участие в молодёжном Кубке Африки в Египте. На турнире он сыграл в матчах против сборных Туниса, Бенина, Замбии, Южного Судана, Нигерии и Сенегала.
В том же году Саньянг принял участие в молодёжном чемпионате мира в Аргентине. На турнире он сыграл в матчах против команд Гондураса, Франции, Южной Кореи и Уругвая.